# Ulakan (Manggis)
Ulakan is een bestuurslaag in het regentschap Karangasem van de provincie Bali, Indonesië. Ulakan telt 4636 inwoners (volkstelling 2010).